# Référendum sur la République islamique iranienne de 1979
Un référendum sur la création d'une République islamique se tient en Iran entre le 30 et le 31 mars 1979, à l'issue de la Révolution iranienne ayant conduite à la déposition du Chah Mohammad Reza Pahlavi et mis fin à la monarchie. 
La population approuve la proposition à une écrasante majorité de 99,31 % des voix. Le scrutin est par conséquent suivi d'élections constituantes en août, dont le projet de constitution est approuvé par référendum en décembre suivant.

## Contexte
La chute du Chah le 13 février 1979 est suivie de la mise en place d'un gouvernement provisoire sous l'égide d'un Conseil révolutionnaire, qui s'octroie également le pouvoir législatif
L'ayatollah Rouhollah Khomeini ne permet pas un référendum ouvert, en affirmant que la population iranienne s'était déjà prononcée pour une République islamique en manifestant massivement contre le Chah lors de la Révolution iranienne. En réponse, des partis politiques tels que le Front National Démocratique et l'Organisation des moudjahiddines du peuple iranien appellent à boycotter le référendum.
La population est appelée à répondre à la question « Êtes-vous favorable au remplacement du régime précédent par une République islamique dont la constitution sera approuvée par la nation ? ». Le scrutin est ouvert à toutes les personnes de plus de seize ans. Il ne répond cependant pas aux critères d'un vote libre et secret, les électeurs ne disposant pas d'isoloir ni d’enveloppe pour dissimuler leur bulletin, dont les couleurs vertes et rouges sont visibles de tous lors du vote. La plupart des observateurs s'accordent néanmoins à considérer que les résultats auraient été similaires quelles que soient les conditions du vote.

## Résultats
Des chiffres précis de la participation ne sont pas disponibles, le gouvernement n'ayant pas procédé à la mise en place de listes électorales permettant de connaître avec précision le corps électoral. Le ministère de l'intérieur l'estime pour sa part à environ 24 millions d'électeurs. Les chiffres des votes blancs et nuls ne sont également pas communiqués.
| Choix                  | Votes       | %      |
| ---------------------- | ----------- | ------ |
| Pour                   | 20 147 055  | 99,31  |
| Contre                 | 140 996     | 0,69   |
|                        |             |        |
| Total                  | 20 288 051  | 100    |
| Inscrits/Participation | ≃24 000 000 | ≃84,50 |